# Senegal Premier League 2023/24
Die Senegal Premier League 2023/24 ist die 60. Saison der höchsten senegalesischen Spielklasse im Fußball. Organisiert wurde die Liga von der Fédération Sénégalaise de Football. Die Saison startete am 28. Oktober 2023. Es nehmen 14 Mannschaften an dem Wettbewerb teil. Titelverteidiger war der AS Génération Foot aus Dakar.

## Teilnehmende Mannschaften
| Mannschaft            | Standort      | Stadion                     | Kapazität |
| --------------------- | ------------- | --------------------------- | --------- |
| ASC Diaraf            | Dakar         | Stade de Diaraf             | 10.000    |
| Teungueth FC          | Rufisque      | Stade Amadou Barry          | 5000      |
| AS Pikine             | Pikine        | Stade Alassane Djigo        | 10.000    |
| US Gorée              | Gorée, Dakar  | Stade Demba Diop            | 30.000    |
| AS Dakar Sacré-Cœur   | Dakar         | Stade Léopold Sédar Senghor | 60.000    |
| Guédiawaye FC         | Guédiawaye    | Stade Amadou Barry          | 5000      |
| US Ouakam (N)         | Dakar         | Stade Demba Diop            | 30.000    |
| ASC Linguère          | Saint-Louis   | Stade Mawade Wade           | 1500      |
| Sonacos de Diourbel   | Diourbel      | Stade Lamine Guèye          | 8000      |
| Casa Sports           | Ziguinchor    | Stade Aline Sitoe Diatta    | 10.000    |
| AS Génération Foot    | Dakar         | Stade Djiby Diagne          | 1000      |
| Diambars FC           | Saly Portudal | Stade Fodé Wade             | 2000      |
| Stade de Mbour        | M’bour        | Stade Caroline Faye         | 5000      |
| ASC Jamono Fatick (N) | Fatick        | Stade Massène Sène          | 2500      |

## Abschlusstabelle
Stand: Saisonende 2023/24
| Pl. | Verein                 | Sp. | S  | U  | N  | Tore    | Diff. | Punkte |
| --- | ---------------------- | --- | -- | -- | -- | ------- | ----- | ------ |
| 1.  | Teungueth FC           | 26  | 14 | 8  | 4  | 031:180 | +13   | 50     |
| 2.  | ASC Diaraf             | 26  | 11 | 12 | 3  | 028:130 | +15   | 45     |
| 3.  | AS Dakar Sacré-Cœur    | 26  | 10 | 11 | 5  | 029:150 | +14   | 41     |
| 4.  | Guédiawaye FC          | 26  | 9  | 13 | 4  | 027:230 | +4    | 40     |
| 5.  | AS Pikine              | 26  | 9  | 11 | 6  | 020:140 | +6    | 38     |
| 6.  | Sonacos de Diourbel    | 26  | 7  | 12 | 7  | 016:160 | ±0    | 33     |
| 7.  | US Gorée               | 26  | 7  | 11 | 8  | 015:170 | −2    | 32     |
| 8.  | ASC Jamono Fatick (N)  | 26  | 8  | 7  | 11 | 025:250 | ±0    | 31     |
| 9.  | ASC Linguère           | 26  | 6  | 13 | 7  | 013:170 | −4    | 31     |
| 10. | US Ouakam (N)          | 26  | 7  | 9  | 10 | 022:250 | −3    | 30     |
| 11. | AS Génération Foot (M) | 26  | 6  | 11 | 9  | 015:240 | −9    | 29     |
| 12. | Casa Sports            | 26  | 7  | 6  | 13 | 018:290 | −11   | 27     |
| 13. | Stade de Mbour         | 26  | 4  | 13 | 9  | 018:230 | −5    | 25     |
| 14. | Diambars FC            | 26  | 4  | 9  | 13 | 025:430 | −18   | 21     |

| Zum Saisonende 2023/24: Senegalesischer Meister und Qualifikation für die CAF Champions League Qualifikation für den CAF Confederation Cup Absteiger |                                                               |
| Zum Saisonende 2022/23: |                                                               |
| (M) | Amtierender Meister: AS Génération Foot                       |
| (N) | Aufsteiger aus der zweiten Liga: ASC Jamono Fatick, US Ouakam |